# Sweet Baby Inc.
Sweet Baby Inc. — канадская компания, предоставляющая услуги сценаристов и нарративных консультантов в индустрии компьютерных игр. Компания была основана в Монреале в 2018 году бывшими сотрудниками Ubisoft — сценаристкой Ким Белэйр и продакт-менеджером Дэвидом Бедаром. Деятельность Sweet Baby связана с «нарративным дизайном» — доработкой сюжетов и диалогов в компьютерных играх; в частности, компания предлагала консультации по «аутентичному» изображению в играх этнических меньшинств. Сотрудники Sweet Baby работали в качестве консультантов над некоторыми высокобюджетными играми-блокбастерами, как God of War: Ragnarök или Alan Wake 2. В 2023—2024 годах компания стала предметом обширного скандала, который пресса сравнивала с «Геймергейтом»: участники направленных против компании сообществ обвиняли Sweet Baby во внедрении в компьютерные игры «воук-повестки» и строили теории заговора.

## История
Sweet Baby Inc. была основана в 2018 году в Монреале бывшими разработчиками Ubisoft, в том числе сценаристкой Ким Белэйр и продакт-менеджером Дэвидом Бедаром. Белэйр заняла должность главного исполнительного директора, а Бедар — главного операционного директора. Белэйр утверждала, что основала компанию, чтобы помочь женщинам и маргинализированным группам получить «работу, признание, обучение, время и бережное отношение». Она на фоне волны Me Too рассуждала о необходимости некоего движения, которое могло бы бороться с систематическим угнетением в индустрии компьютерных игр, хотя и не заявляла, что Sweet Baby может стать таким движением. Для неё самой и её коллег собственная компания стала возможностью «чувствовать себя безопаснее». При этом сотрудники Sweet Baby отметали мысль о том, что могут специализироваться на изображении в играх только таких меньшинств, к которым принадлежат они сами, или что компания занимается исключительно консультациями в области разнообразия, равенства и инклюзивности; по словам Бедара, «мы талантливые сценаристы, мы талантливые нарративные дизайнеры, люди нанимают нас, потому что мы рассказываем хорошие истории». По состоянию на 2024 год в Sweet Baby работало 16 сотрудников.

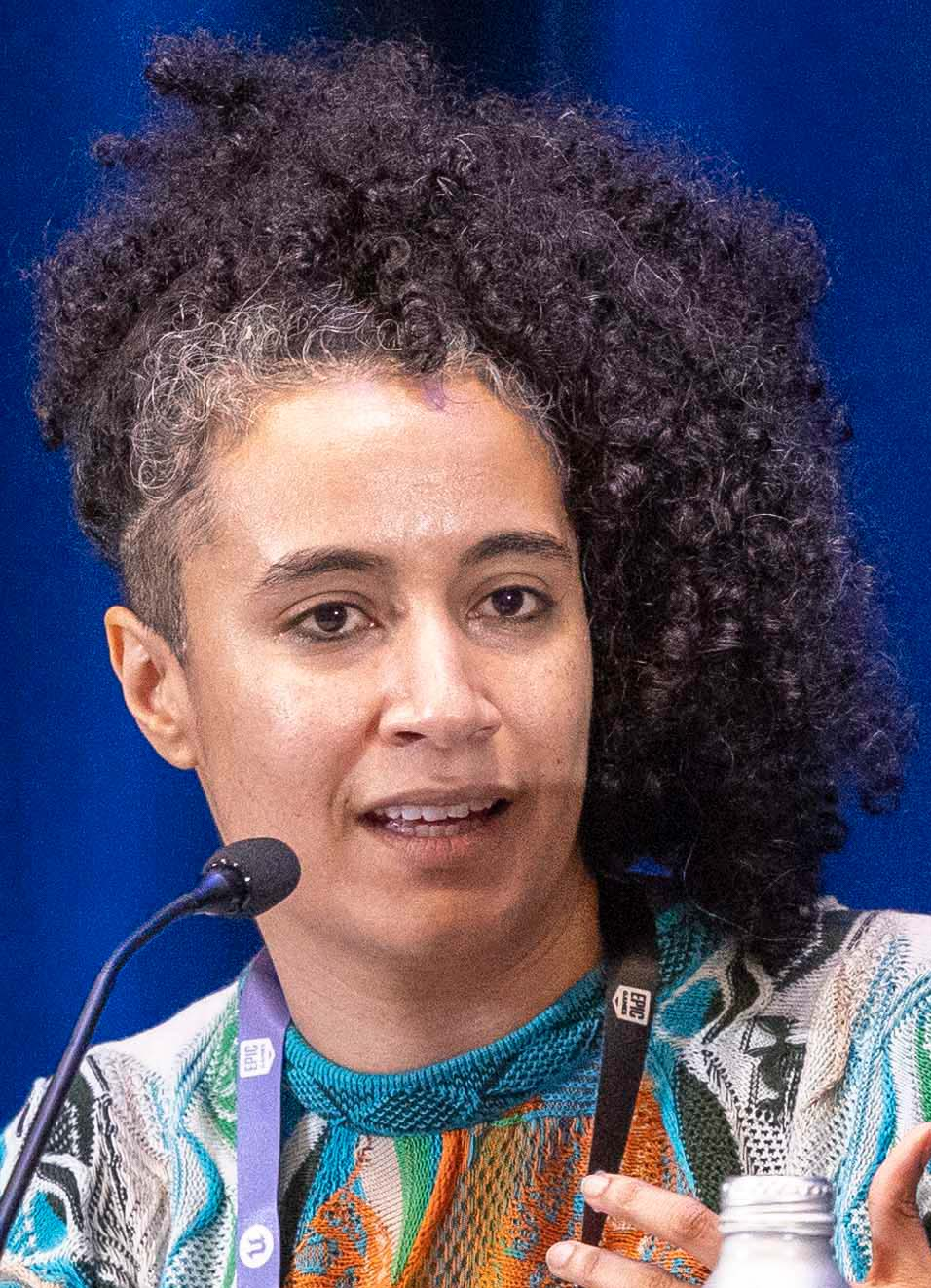
Ким Белэйр

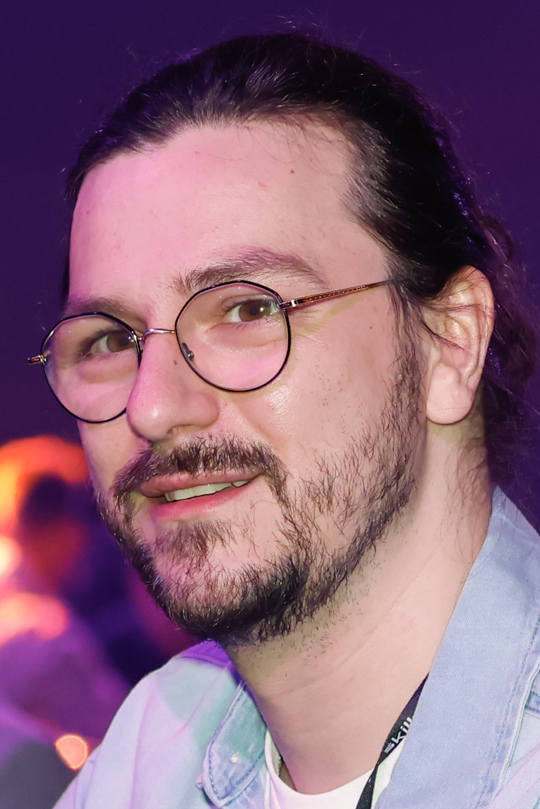
Дэвид Бедар

Компания предлагает услуги сценаристов и консультантов по сценариям компьютерных игр, работая на «микроуровне» — сотрудники Sweet Baby могут давать отзывы о уже готовом сценарии игры, помогать дорабатывать те или иные сюжетные моменты, писать отдельные тексты и реплики с учётом «инклюзивности». Эта деятельность схожа с работой «скрипт-докторов» в голливудской киноиндустрии. Сотрудники Sweet Baby утверждали, что они не принуждают разработчиков к разнообразию, а их привлекают к консультации разработчики, сами заинтересованные улучшить разнообразие в своих играх, но не знающих, как это правильно и достоверно воплотить. Среди услуг, предлагаемых Sweet Baby разработчикам компьютерных игр, есть «культурные» консультации и «консультации по аутентичности»: консультанты следят за тем, чтобы изображение персонажей, принадлежащих к этническим меньшинствам и маргинализованным группам, было аутентичным, «более репрезентативным и более интересным». Для достижения этой цели Sweet Baby может организовывать консультации разработчиков с представителями других этносов и культур, изображаемых в игре. Консультанты могут, к примеру, проанализировать персонажей, понять, не воспроизводят ли они вредные стереотипы и не оскорбят ли какие-то группы людей – так, ряд игр, разработчики которых сотрудничали со Sweet Baby, касается вуду и жителей Карибского бассейна. Белэйр настоятельно рекомендовала начинать консультации на самой ранней стадии разработки во избежание отмены всей проделанной работы. Мэри Кенни из Insomniac Games описывала работу нарративных консультантов таким образом: «нарративные консультанты не принимают окончательных решений... Они консультируют. Они проводят исследования, предлагают идею, дают обратную связь, иногда пишут сценарии. Но ничто из этого не попадает в игру, если основная команда не согласится». 
Сотрудники консультировали американскую студию Santa Monica Studio в разработке игры God of War: Ragnarök — эта работа касалась героини Ангрбоды. Хотя игра основана на скандинавской мифологии, Ангрбода в игре чернокожая — такой персонаж должен был быть более близок афроамериканской аудитории, особенно девочкам. Разработчики из Santa Monica и нарративные консультанты из Sweet Baby пытались вплести в образ персонажа «нити», которые вызывали бы отклик у игроков, «выглядящих как Ангрбода». Sweet Baby принимала непосредственное участие в разработке инди-игры Goodbye Volcano High и написала сценарий к игре после его полной переработки. Компания консультировала финскую студию Remedy Entertainment при разработке игры Alan Wake 2 — Белэйр помогала с созданием чернокожей героини Саги Андерсон. Вопреки слухам о том, что это Sweet Baby Inc. «сделала» персонажа чёрным, образ героини создали сами разработчики-финны. По словам руководителя разработки Сэма Лейка, Сага Андерсон стала первым чернокожим протагонистом в играх студии; Remedy считала важным правильно отразить «мультикультурные» аспекты, связанные с персонажем, и пригласила Белэйр, чтобы та помогла улучшить манеру речи и сюжетную арку персонажа. Также при непосредственном участии Sweet Baby была разработана главная чернокожая героиня Нор Ванек в предстоящей фэнтезийной игре Flintlock: The Siege of Dawn. Компания присоединилась к разработке Suicide Squad: Kill the Justice League на её поздней стадии, помогая переписать диалоги второстепенных персонажей, чтобы они были политкорректными и не оскорбительными, учитывая сеттинг игры в криминальной среде. Sweet Baby также принимала участие в написании сценария к игре Spider-Man 2. 

## Скандал
В октябре 2023 года на интернет-форуме Kiwi Farms появились гневные публикации по поводу участия Sweet Baby в разработке игры Alan Wake 2. Позже аналогичные обсуждения возникли и на анонимном форуме 4chan, и в /r/KotakuInAction, посвящённом Геймергейту сообществе на сайте Reddit. В феврале 2024 года пользователь под псевдонимом Kabrutus создал в Steam группу — «страницу куратора» — Sweet Baby Inc. Detected (SBID). На этой странице перечислялись игры, в разработке которых участвовала Sweet Baby, чтобы игроки, отрицательно относящиеся к «воук-повестке», могли их избегать. Kabrutus начал следить за деятельностью компании после выхода в 2022 году God of War: Ragnarök — он заметил, насколько мягким стал в этой игре герой Кратос по сравнению со старыми играми серии, стал искать информацию о людях, которые разрабатывали игру, и в итоге обнаружил сайт Sweet Baby Inc. В 2024 году после выхода Suicide Squad он решился создать страницу куратора по аналогии с уже существующей в Steam страницей Denuvo Games — там перечислялись игры, использующие техническое средство защиты авторских прав Denuvo.
В это время один из сотрудников Sweet Baby Крис Киндред написал ряд постов в социальной сети X — он дал ссылку на SBID, обвинял группу в харассменте и призывал к блокировке аккаунта Kabrutus. Это привело к эффекту Стрейзанд, и на группу подписались 210 тысяч человек; связанный с ней Discord-сервер вырос до нескольких тысяч участников. В конце февраля 2024 года SBID с уже 370 тысячами подписчиков вошла в пятерку крупнейших кураторов Steam. Kabrutus пресекал грубости со стороны подписчиков и отмежёвывался от людей, устраивавших набеги на аккаунты Sweet Baby Inc. в социальных сетях или ревью-бомбинг попавших в список игр. Он сообщал, что разработчики одной из игр в «чёрном списке» — Flintlock: The Siege of Dawn — прямо обращались к нему с просьбой убрать игру из списка, так как будто бы удалили из неё весь связанный со Sweet Baby Inc. контент. Kabrutus не стал этого делать, поскольку не получил каких-либо доказательств. При этом и группа в Steam и сервер на Discord подверглись чистке контента, чтобы не быть заблокированными этими платформами, после того как сотрудники Steam и Discord обратились к ним по поводу потенциального нарушения пользовательского соглашения, поскольку большая часть пользовательского контента граничила с разжиганием ненависти. 
В рамках скандала, который некоторые издания описывали как «Геймергейт 2.0», пользователи сети высказывали разнообразные утверждения о компании. Например, утверждалось, что Sweet Baby портит игры своей «воук-повесткой», и именно по этой причине игру Suicide Squad: Kill the Justice League постигла коммерческая неудача; что Sweet Baby с помощью «культуры страха и запугивания» заставляет аполитичные студии принимать свои условия; что услуги Sweet Baby навязывают разработчикам руководители корпораций, одержимые инициативами в области разнообразия, равенства и инклюзивности, что, в свою очередь, будто бы мотивировано желанием получать инвестиции по направлению ESG («экологическое, социальное и корпоративное управление») от крупных инвестиционных фондов наподобие BlackRock и The Vanguard Group. Видео с этими утверждениями набирали миллионные просмотры на YouTube. В связи с предполагаемой связью Sweet Baby и BlackRock на компанию также возлагали ответственность за массовые увольнения работников в игровой индустрии в 2023–2024 годах — по мнению сторонников этой теории, сокращения в различных компаниях были вызваны именно проблемами с инвестициями. 
По формулировке журналиста Aftermath Нейтана Грейсона, критики Sweet Baby верили, что инвестиционный фонд BlackRock прямо или непрямо контролирует сценаристскую компанию, которая, в свою очередь, контролирует всю остальную индустрию компьютерных игр. Грейсон описывал эти идеи как полноценную теорию заговора: она удобно объясняла всё происходящее в индустрии, связывала его с уже существующей моральной паникой по поводу разнообразия, равенства и инклюзивности и организациями, к которым публика уже могла относиться с подозрением; содержала определённые крупицы истины в отношении интересов влиятельных групп и, что важнее всего, указывала на явного и конкретного врага. Участники направленных против Sweet Baby сообществ собирали «доказательства» того, что их теория верна — например, вырванные из контекста фрагменты выступлений на Game Developers Conference или интервью. Деятельность кураторской группы в Steam тоже позволяла участникам сообщества заявлять, что они «разоблачают» игры, над которым работала компания. Участники Discord-сервера Sweet Baby Inc. Detected, с которыми общалась журналистка Kotaku Алисса Мерканте, называли деятельность компании «синдромом чуждых идеологий, захвативших западный мир» и утверждали, что Sweet Baby вставляет расовые и идентичностно-групповые «квоты» во все игры, с которыми имеет дело. 
Сотрудники Sweet Baby столкнулись с массированной онлайн-травлей и доксингом. Белэйр кратко описывала адресованные её компании комментарии в сети как обвинения — «вы сделали такого-то персонажа чёрным, или добавили этих гомосексуальных персонажей, или испортили сюжет» — и требования «убирайтесь из индустрии» или «сдохните». Своё открытое осуждение деятельности Sweet Baby выразили ряд известных личностей: например, мультимиллиардер Илон Маск и политический обозреватель Мэтт Уолш. Многие журналисты сравнили скандал с геймергейтом. Kabrutus, создатель «чёрного списка» в Steam, объявил, что, несмотря на угрозы в свою сторону продолжит свою деятельность и собирается расширить список, включив туда игры, в чью разработку вмешивались другие кураторские команды по разнообразию, аналогичные Sweet Baby и в итоге создал собственный сайт со списком таких игр с доменным именем deidetected.com.

## Участие в разработке игр
| Год  | Игра                                   | Разработчик               | Участие                                      | Сноска        |
| ---- | -------------------------------------- | ------------------------- | -------------------------------------------- | ------------- |
| 2019 | Neo Cab                                | Chance Agency             | Сценарий                                     | [ 27 ]        |
| 2020 | Dota Underlords                        | Valve                     | Сценарий                                     | [ 28 ]        |
| 2020 | Assassin’s Creed Valhalla              | Ubisoft Montreal          | Сценарий                                     | [ 16 ]        |
| 2021 | Dungeons & Dragons: Dark Alliance      | Tuque Games               | Сценарий                                     | [ 29 ]        |
| 2021 | Sable                                  | Shedworks                 | Сценарий и персонажи                         | [ 1 ] [ 30 ]  |
| 2022 | Lost Your Marbles                      | Sweet Baby Inc.           | Полная разработка                            | [ 30 ] [ 31 ] |
| 2022 | Gotham Knights                         | WB Games Montréal         | Сценарий                                     | [ 32 ]        |
| 2022 | God of War Ragnarök                    | Santa Monica Studio       | Сценарий и персонажи                         | [ 2 ] [ 30 ]  |
| 2023 | Recommendation Dog                     | Sweet Baby Inc.           | Полная разработка                            | [ 31 ]        |
| 2023 | Reel Steal                             | Sweet Baby Inc.           | Полная разработка                            | [ 31 ]        |
| 2023 | Shadow Gambit: The Cursed Crew         | Mimimi Games              | Текст                                        | [ 11 ]        |
| 2023 | Goodbye Volcano High                   | KO OP                     | Сюжет, дизайн, текст                         | [ 13 ] [ 30 ] |
| 2023 | Quantum Phantom Basketball             | Brenda Arts               | Сюжет и разработка                           | [ 33 ]        |
| 2023 | The Crew Motorfest                     | Ubisoft Ivory Tower       | Дополнительный текст, корректировка сценария | [ 16 ] [ 30 ] |
| 2023 | Kingdom Eighties                       | Fury Studios              | Дополнительный текст                         | [ 34 ]        |
| 2023 | Marvel’s Spider-Man 2                  | Insomniac Games           | Консультация по истории                      | [ 1 ] [ 30 ]  |
| 2023 | Alan Wake 2                            | Remedy Entertainment      | Дизайн персонажей, корректировка текста      | [ 2 ] [ 30 ]  |
| 2024 | Suicide Squad: Kill the Justice League | Rocksteady Studios        | Сценарий, диалоги второстепенных персонажей  | [ 1 ] [ 30 ]  |
| 2024 | Afterlove EP                           | Pikselnesia               | Повествование                                | [ 35 ] [ 36 ] |
| 2024 | Flintlock: The Siege of Dawn           | A44 Games                 | Повествование и персонажи                    | [ 15 ]        |
| 2024 | Hyper Light Breaker                    | Heart Machine             | Структура сюжета и персонажи                 | [ 37 ] [ 38 ] |
| 2024 | Tales of Kenzera: Zau                  | Surgent Studios           | Повествование                                | [ 33 ]        |
| 2025 | Usual June                             | Finji                     | Повествование и персонажи                    | [ 30 ] [ 39 ] |
| TBA  | Battle Shapers                         | Metric Empire             | Повествование, дизайн, сюжет, игровой мир    | [ 30 ]        |
| TBA  | Breeze in the Clouds                   | Stormy Nights Interactive | Сценарий                                     | [ 30 ]        |
| TBA  | Contraband                             | Avalanche Studios         | Корректировка текста, сценарий               | [ 38 ]        |
| TBA  | Marvel’s Wolverine                     | Insomniac Games           | Сюжет                                        | [ 1 ]         |
| TBA  | South of Midnight                      | Compulsion Games          | Сюжет, персонажи                             | [ 30 ] [ 40 ] |